# Seillonnaz
Seillonnaz är en kommun i departementet Ain i regionen Auvergne-Rhône-Alpes i östra Frankrike. Kommunen ligger  i kantonen Lhuis som ligger i arrondissementet Belley. Kommunens areal är 9,59 km². År 2022 hade Seillonnaz 136 invånare.

## Befolkningsutveckling
Antalet invånare i kommunen Seillonnaz
Referens: INSEE